# Artés (automóviles)
Artés fue una empresa española fundada por el almeriense José Artés de Arcos en 1966 dedicada a la fabricación artesanal de automóviles en Barcelona durante las décadas de 1960 y 1970. Aparte de los automóviles, la compañía también fabricaba componentes para esta industria.
Artés fue la marca comercial de los automóviles que fabricó en Cataluña la empresa José Artés de Arcos, SA. Fundada por el alhameño establecido en Barcelona José Artés de Arcos, la empresa era pionera en España en el campo de los suministros para la industria de la automoción. Además, se le atribuyen unas 500 patentes, incluyendo un motor similar al sistema Wankel.
Artés de Arcos lanzó tres modelos de automóvil, dos de los cuales fueron fabricados en pequeñas series (el Guepardo de competición de 1966 y el anfibio Gato Montés de 1971) mientras el otro, el deportivo Campeador presentado en 1967, no pasó de la fase de prototipo.

## La empresa
Junto al fabricante francés Cibio constituyó la filial Proyectores de Automóviles s.a. (PASA) con una fábrica de producción proyectores (faros) y otros componentes en Martos, que en 1973 produjo 73.000 faros.
De 1965 a 1981 se asoció con la francesa Jaeger creando la empresa Artés-Jaeger para fabricar partes electrónicas del automóvil de diferentes marcas europeas en Barberá del Vallés. Esta fábrica contaba a finales de los años setenta con más de 600 empleados.
Asimismo, en Madrid Productos Mecánicos Artés producía cajas fuertes de patente propia de José Artés de Arcos.
Además también en Barcelona y con la división Setra (Artés al revés), fabricaron carabinas de bombeo, muy populares en los años sesenta.
En 1958 se inauguró en Almería ARCOSA, para la producción de componentes para automóviles, tales como bocinas, volantes o faros, ofreciendo material para casi todos los modelos de fabricación nacional y algunos artículos para exportación. La fábrica, que además contaba un edificio de viviendas, fue construida en estilo moderno por los arquitectos Javier Peña Peña y Guillermo Langle Rubio, fue demolida a principios del siglo XXI.

## Guepardo
El Guepardo era un monoplaza de Fórmula 4, una clase de competición bastante popular entonces al estado. José Artés de Arcos les había encargado la realización del diseño e ingeniería a Miquel Molons y Jaume Xifré, propietario e ingeniero respectivamente de la firma barcelonesa Selex (fabricante de amortiguadores)
Este modelo se presentó al Salón del Automóvil de Barcelona de 1966 con dos motorizaciones, la una con motores de motocicleta de 250 cc (especialmente Bultaco, OSSA y Montesa) y la otra con un motor de 850 cc procedente del Seat 850. En octubre se expuso también en el Salón de París y se prepararon más prototipo para el "Racing Show" de Bruselas. Además, se derivó una versión para Fórmula 3, pero esta no tuvo mucho éxito. Se fabricaron 19 unidades de este modelo.

## Campeador

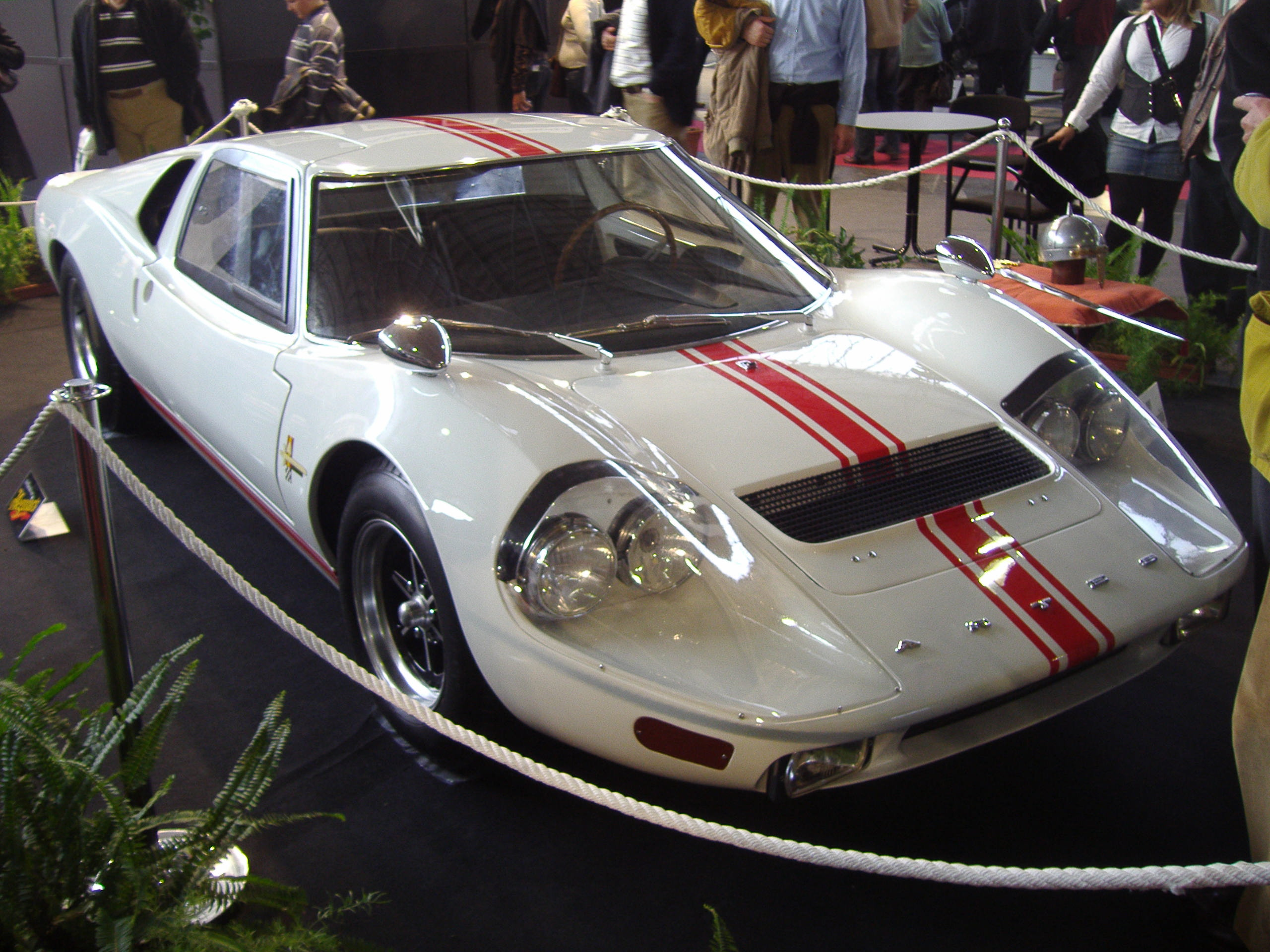
El Artés Campeador de 1967

El Campeador fue un prototipo de automóvil deportivo, pareciendo al Ford GT40 pero algo más pequeño, que se presentó al Salón del Automóvil de Barcelona de 1967. A petición de José Artés de Arcos, la ingeniería la desarrollaron (Molons y Xifré) . El proyecto costó 24 millones de ptas, pero fue abandonado por culpa de un incendio a los talleres Zipo de Barcelona, donde se tenía que construir. Sólo quedó el prototipo, conservado actualmente a la Colección Ramon Magriñà de Maslloréns, Bajo Panadés.
El Campeador tenía carrocería de fibra de vidrio y un motor posterior de cuatro cilindros y 1.255 cc que entregaba 103 CV, adaptado de uno de Renault 8 Gordini. Para la producción en serie se había pensado montar de SEAT 1500, con 140 CV.

## Gato Montés

### Gestación

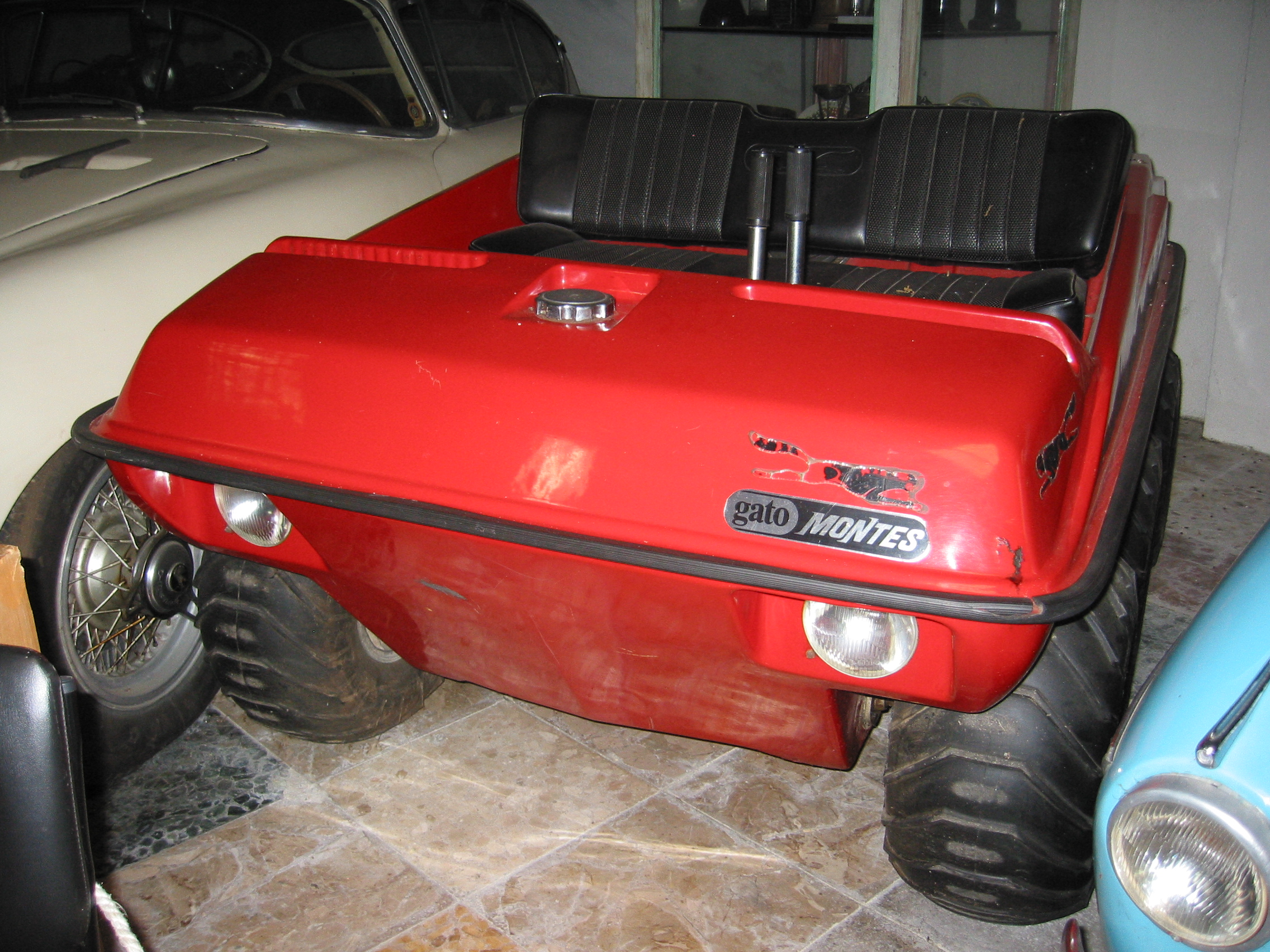
Artés Gato Montés de 1971

José Artés de Arcos , encargó a su hijo Jesús el desarrollo del todo terreno y anfibio, poniendo todos los medios financieros e industriales para su ejecución. Fue presentado en 1971 en el Salón del Automóvil de Barcelona.

### Presentación
A mediados de década de 1960 desarrolló diferentes tipos de vehículo, centrándose inicialmente en modelos todoterreno de alta movilidad. creó un primer prototipo de ATV 6x6 equipado con ruedas de tractor, anfibio, el cual promovió aprovechando un viaje que hizo en los EE. UU., donde había ido para ayudar a comercializar las motocicletas Bultaco (era amigo del amo de la empresa, Paco Bultó). Habiendo contactado con la conocida firma BorgWarner, dedicada a la producción de sistemas de transmisión, intentó conseguir algún pedido de su 6x6 para el ejército norteamericano, entonces en plena guerra de Vietnam.
El vehículo ideado por Jesús Artés de Arcos recibió el nombre de Gato Montés y se presentó al Salón del Automóvil de Barcelona el 1971. Ofrecía la opción de elegir entre un motor Bultaco de 250 cc o uno de Citroën 2CV de 602 cc y disponía otros elementos opcionales, como por ejemplo una cabina cerrada en fibra de vidrio o un remolque para transportarlo. Su precio de salida era de 110.000 pts y se calcula que se produjeron unas 200 unidades.

### Derivados y antecesores

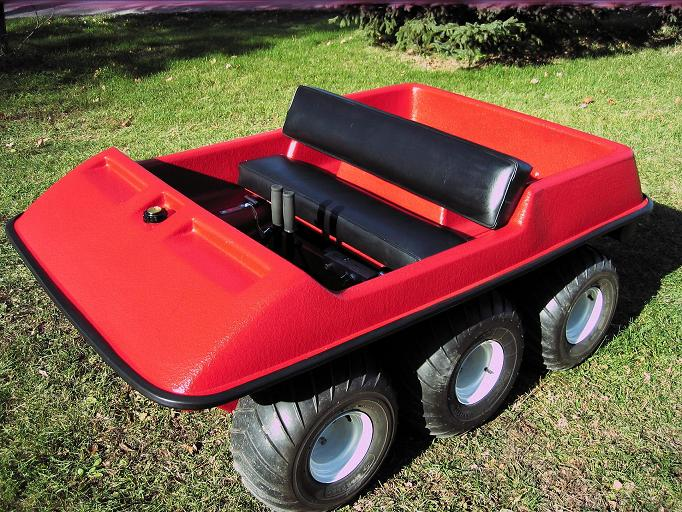
Amphicat (1968)

Del Gato Montés (1971) hubo precedentes así como también se otorgaron licencias de fabricación en el extranjero.
- En Canadá BORGWARNER fabricó un ATV-anfibio en 1968 con el nombre de  Amphicat .[19][20]
- En los EE. UU., el Amphicat también fue fabricado en 1969 por Mobility Unlimited Inc. a Auburn Hills, Míchigan. Más tarde, la cadena de producción fue comprada por Magna American Corp., una división de la Magna Corporation, la cual produjo el vehículo en Raymond (Misisipi), durante varios años.[21][22]
- En Francia lo fabricó bajo licencia Massey Ferguson y lo comercializó con el nombre de  Wild Cat [23]

El Amphicat con algunas modificaciones estéticas fue utilizado como vehículo lunar en la serie “Espacio 1999” y como coche de los helados en la serie americana de televisión Banana Splits.